# 宗越
宗越（408年—466年），南陽郡葉縣人。南朝宋時期將領。宗越曾參加過宋文帝至孝武帝期間多場大戰役，共建功勳。前廢帝時得重用，作為爪牙討伐反對前廢帝的大臣勢力，但他在前廢帝被殺得心懷恐懼，不久就因謀圖作亂而被殺。

## 生平
宗越祖籍河南郡，先世在西晉末年遷居南陽郡宛縣，後來土斷時被劃屬葉縣人。而原本宗越家族是南陽郡中的次門，然而在趙倫之出任雍州刺史時以襄陽多雜姓為由命長史范覬之整理氏族，辦別高低，宗越就被降為役門。
宗越父親被蠻人殺害，而宗越以郡吏出身，任內就趁該蠻人出行時在郡中市集刺殺他，南陽太守夏侯穆欣賞他，就擢升他為隊主。而宗越屢獲指派討伐行劫的蠻人，亦多有功勳。後來宗越獲州府召命，任雍州州府的隊主，時任雍州刺史的武陵王劉駿以宗越為揚武將軍，領臺隊。元嘉二十四年（447年），宗越向宋文帝陳情請求恢復次門地位，並移戶籍到冠軍縣，獲得允許。元嘉二十七年（450年），元嘉北伐之時宗越在柳元景統領下領馬幢進攻北魏關中地區，又建有戰功。官至後軍參軍督護。元嘉三十年（453年），宗越又隨柳元景進攻西陽蠻族，但期間就遇上太子劉劭弒宋文帝奪位的事，宗越參與了劉駿領導的討伐軍，轉為南中郎長兼行參軍，並有戰功。同年劉駿即位，是為宋孝武帝，隨即就獲授江夏王劉義恭的大司馬行參軍，濟陽太守，不久更獲加龍驤軍。孝建元年（454年），江州刺史臧質、荊州刺史劉義宣及豫州刺史魯爽等起兵反對孝武帝，宗越領兵參與防守歷陽，時魯爽部將鄭德玄派了偏師楊胡興及劉蜀領三千兵進攻歷陽，宗越就以五百兵力出城迎戰，擊斬二將。不久魯爽戰死，宗越又轉往梁山協助大軍抵禦來自荊江二州的臧質、義宣聯軍，並參與了擊潰臧質的進攻，與劉季之攻陷敵陣西北一角。臧質等軍潰敗後，宗越一直追擊敗軍至荊州治所江陵，並多行殺戮，一度被免官囚禁於尚方，只是不久就獲免罪，官復原職並因功封為筑陽縣子，食邑四百戶。後來，宗越當過西陽王劉子尚的撫軍中兵參軍。
大明三年（459年），宗越轉任長水校尉。同年竟陵王劉誕於廣陵起兵反抗孝武帝，宗越隨沈慶之出兵討伐，至廣陵城陷後，孝武帝下令將城內男丁全數殺害，宗越親身行兇，更先對被殺者虐打或鞭面，表現欣喜，數千人就這樣被他殺了。大明四年（460年），改封始安縣子。大明八年（464年），轉新安王劉子鸞的撫軍中兵參軍，加輔將軍；同年改督司州豫州之汝南新蔡汝陽潁川四郡諸軍事、寧朔將軍、司州刺史，不久加領汝南、新蔡二郡太守。
景和元年（465年），宗越獲宋前廢帝召為遊擊將軍，直閤。不久又領南濟陰太守，進封始安縣侯並增邑二百。後加冠軍將軍，改領南東海太守。雖然當時廢帝行為凶暴無道，但宗越與譚金、童太壹和沈攸之等將領都為其盡心效命，協助其殺戮如何邁等反抗的大臣，而廢帝亦因著他們而得肆無忌憚。廢帝又賜他們美女和財寶，令宗越全心全意忠於自己。該年年末，廢帝打算南巡荊湘二州，宗越等人都出宮先作準備，壽寂之等人遂乘機弒廢帝，擁立了宋明帝為帝。明帝厚待宗越等人，讓其改領南濟陰太守，沒有加罪他。不過宗越內心不安，認為曾遭廢帝逼害的明帝必容不下他們；而明帝亦不想他們留在宮中，於是曾向他們表示可以讓他們選一個郡作為「自養之地」。宗越等人聞言更是恐懼，遂打算作亂，並將計謀告訴沈攸之，但沈攸之卻向明帝告發，明帝立即就收捕宗越等人，並在獄中賜死，享年五十八歲。

## 性格特徵
- 宗越在郡任隊主時仍因家貧而買不到馬，於是都只帶著兵器步行作戰，但其勇猛仍無人可擋，而憑著獲勝後郡將所給的賞錢，宗越終能買到馬了。
- 宗越擅長結營陣，帶領數萬兵時自己騎馬在前，軍人在後，宗越停下來時士兵營陣也就成形了，未嘗有偏差。但宗越對部下嚴苛，愛施刑罰甚至誅殺，有不滿就用軍法處罰士兵。當時王玄謨對部下都少恩德，將士間都這樣說：「寧作五年徒，不遂王玄謨。玄謨尚可，宗越殺我。」
- 宗越在屠殺廣陵士民時用了殘忍的方法，先挖腸鑿眼，或者鞭面和腹部再以苦酒灌進傷口，接著才用刑具殺死[2]。

## 延伸阅读
[在维基数据编辑]
 《宋書/卷83》，出自沈约《宋书》
 《南史/卷40》，出自李延壽《南史》